# Jeremy Scahill
Jeremy Scahill (né le 18 octobre 1974) est un écrivain et journaliste d'investigation américain. Il est notamment correspondant pour le programme télé et radio Democracy Now! Il est l'auteur de Blackwater. L'ascension de l'armée privée la plus puissante du monde.

## Biographie
Jeremy Scahill est né à Chicago et a grandi dans la banlieue de Milwaukee. Ses parents, Michael et Lisa Scahill, tous deux infirmiers, sont des activistes politiques. Il est diplômé de le la Wauwatosa East High School en 1992. Après avoir abandonné l'université, il travaille pendant plusieurs années sur la côte est dans des foyers pour sans-abri. Il commence comme stagiaire non rémunéré pour l'émission d'actualités Democracy Now!. Il y apprend les aspects techniques de la radio, et approche le journalisme comme un métier, plutôt que comme un sujet d'étude académique.
En 2008, il publie son premier livre Blackwater. L'ascension de l'armée privée la plus puissante du monde (Blackwater:The Rise of the World's Most Powerful Mercenary Army) consacré à la société militaire privée (SMP) américaine Blackwater. Selon Thierry Leclère de Télérama, « l’extraordinaire enquête du journaliste américain Jeremy Scahill sur le cauchemar de la sécurité privée aux États-Unis [...] montre jusqu’à quelle folie peut mener cette politique de privatisation de la sécurité (ex-) publique ».
En 2013, il publie son second livre Dirty Wars, Le nouvel art de la guerre (Dirty Wars: The World Is a Battlefield) qui traite de la guerre contre le terrorisme. Selon Olivier Pascal-Moussellard de Télérama, « dans la grande tradition de l'investigation anglo-saxonne, l'auteur accumule avec une précision d'horloger les pièces de son dossier, et laisse le lecteur tirer seul les conclusions. Dont celle-ci : par ses méthodes – la torture organisée, l'assassinat institué, l'infraction tous azimuts du droit international –, cette « guerre contre le terrorisme » multiplie les atteintes graves à la Constitution des États-Unis. [...] Cette guerre contre le terrorisme s'annonce en fait perpétuelle, le monde – entier – est son champ de bataille et, selon certains hauts fonctionnaires américains, « le programme d'assassinats ciblés devrait durer au moins une autre décennie ». ».
Le 10 février 2014, Jeremy Scahill lance avec Glenn Greenwald et Laura Poitras le magazine en ligne The Intercept, la première publication du Groupe First Look Media financé à hauteur de 250 millions de dollars par Pierre Omidyar,,. À court terme, le magazine doit servir de plateforme pour présenter les documents sur la NSA révélés par Edward Snowden et ainsi poursuivre la publication d’enquêtes sur la surveillance globale par les États-Unis.

## Bibliographie

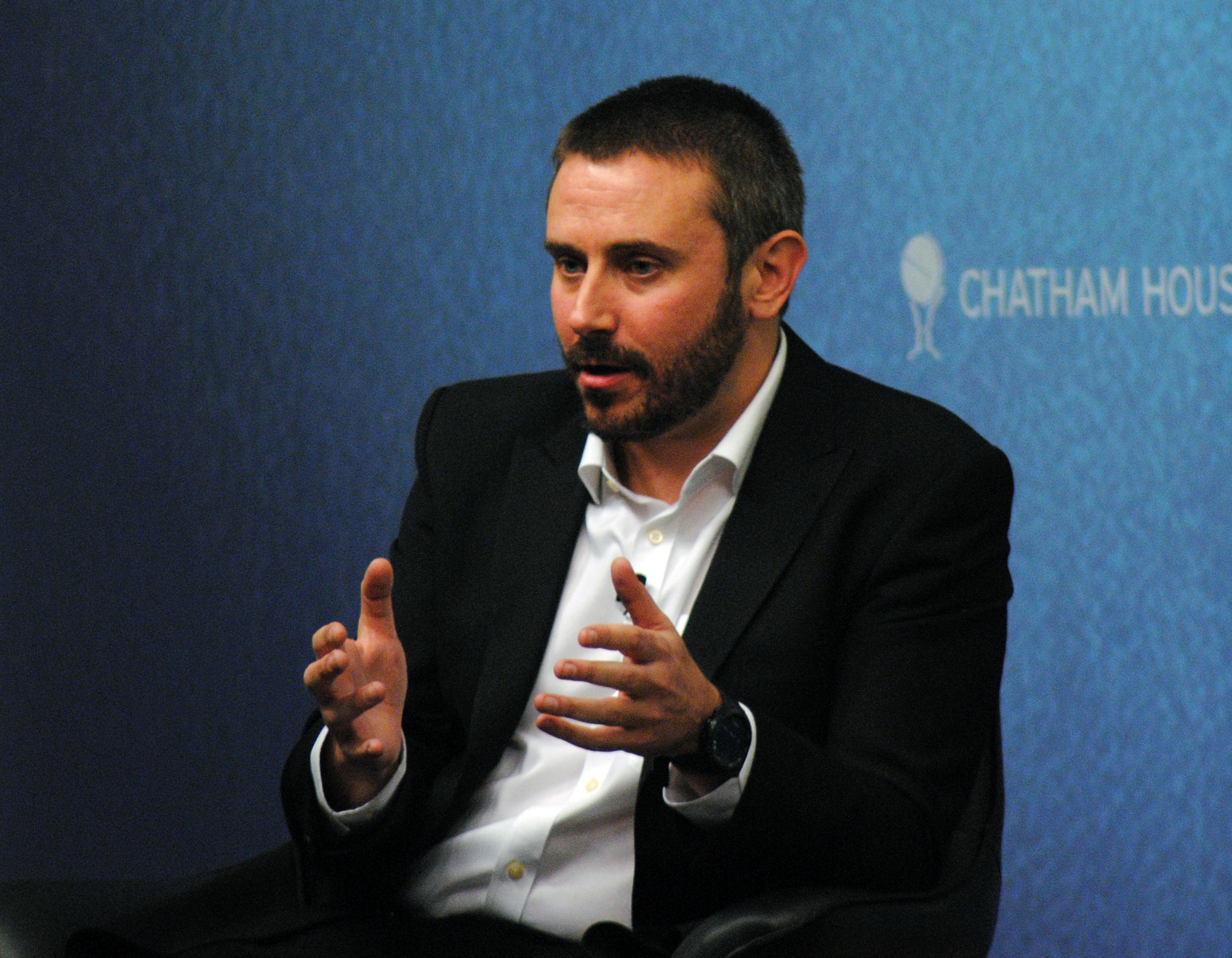
Jeremy Scahill, Chatham House, 2013

### en anglais
- Blackwater : The Rise of the World's Most Powerful Mercenary Army, Serpent's Tail, 2008, 560 p. (ISBN 978-1-84668-652-8, lire en ligne)
- Dirty Wars : The World Is a Battlefield, Serpent's Tail, 2013, 352 p. (ISBN 978-1-84668-850-8)
- The Assassination Complex : Inside the US government's secret drone warfare programme, Serpent's Tail, 2016, 256 p. (ISBN 978-1-78125-772-2)

### en français
- Blackwater : L'ascension de l'armée privée la plus puissante du monde [« Blackwater:The Rise of the World's Most Powerful Mercenary Army »]  (trad. de l'anglais), Le Méjan, Actes Sud, 2008, 392 p. (ISBN 978-2-7427-7857-7)
- Dirty Wars : Le nouvel art de la guerre [« Dirty Wars:The World Is a Battlefield »]  (trad. de l'anglais), Montréal (Québec)/Arles, Lux Éditeur, 2014, 704 p. (ISBN 978-2-89596-179-6)
- La machine à tuer : La guerre des drones [« The Assassination Complex:Inside the US government's secret drone warfare programme »]  (trad. de l'anglais), Montréal (Québec)/Arles, Lux Éditeur, 2017, 200 p. (ISBN 978-2-89596-254-0)